# Rote Mühle

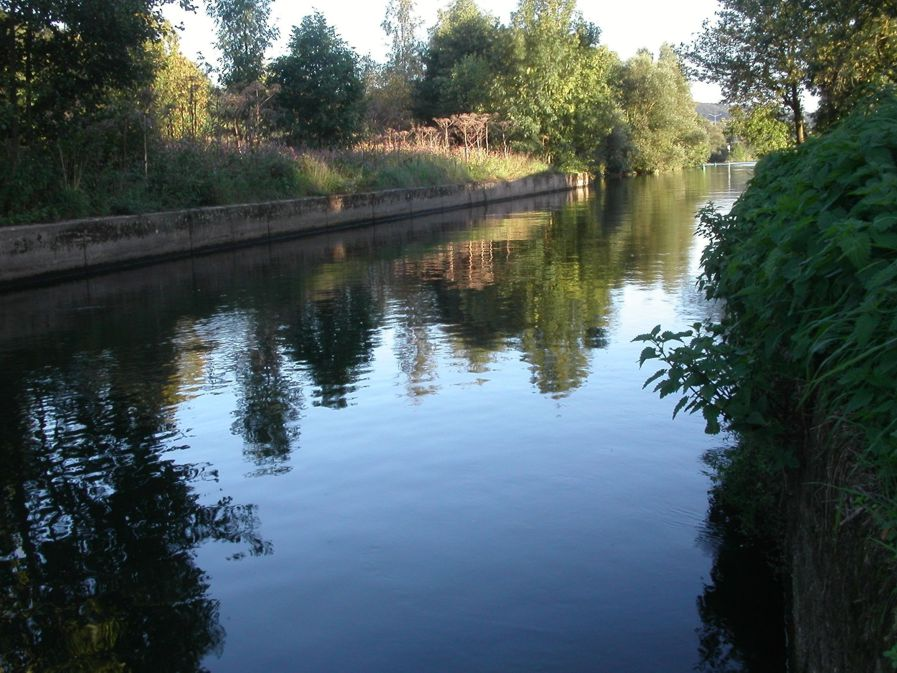
Noch erhaltene Schleusenmauer am Fährhaus Rote Mühle

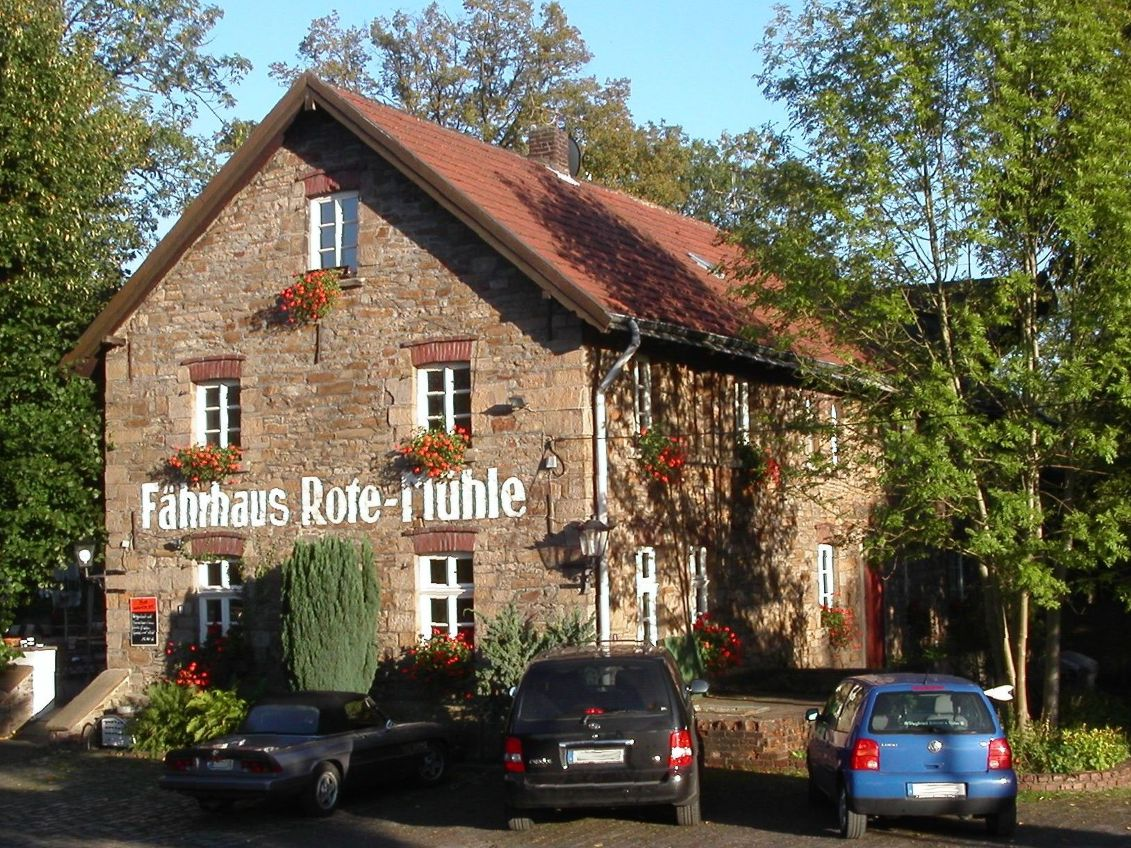
1752 erbautes Fährhaus Rote Mühle

Die Rote Mühle, auch Rohmannsmühle genannt, befindet sich auf der linken Seite der Ruhr, beim Strom-Kilometer 38,4, etwa 1,5 Kilometer nordöstlich des Essener Stadtteils Heisingen.

## Geschichte
Freiherr Bernhard von Vittinghoff gen. Schell ließ 1685 eine Schleifmühle zur Herstellung von Gewehrläufen errichten. Im Jahre 1752 wandelte man sie in eine Kornmühle um. Der erste Pächter war der Müller Johannes Rohmann. Gegenüber der Mühle (rechte Ruhrseite) wurde 1752 ein steinernes Rasthaus gebaut, da „die Schiffer nachts auf der Ruhr nicht fahren durften“. Während der Industrialisierung diente die „Rote Mühle“ als Anlegestelle für ein Fährschiff, welches die Bergarbeiter von Heisingen zur Zeche Heinrich nach Überruhr brachte. Fährhaus und Schleuse wurden am 9. Januar 1986 bzw. am 23. September 1992 in die Denkmalliste der Stadt Essen aufgenommen.
Heute trägt noch die Gastronomie am Schleusenwärterhäuschen auf der Flussseite den Namen Fährhaus Rote Mühle. Direkt an der Anlage vorbei führt der Radfernweg Kaiser-Route von Aachen nach Paderborn. Das alte Gebäude der Roten Mühle beherbergt seit 1950 den Kanu Klub Industrie Essen e. V.

### Ehemalige Schleuse
1774 ließ ein Freiherr von Schell auf der rechten Flussseite eine Schleuse auf eigene Rechnung für die Kohleschifffahrt auf der Ruhr erbauen. Diese musste in den folgenden Jahrzehnten mehrfach erneuert werden. Die Schleusenkammer ist heute noch erhalten. Wegen der Aufstauung des Baldeneysees waren aber die Schleusentore nicht mehr erforderlich und wurden 1964 entfernt.